# Кинг, Том (писатель)
Том Кинг (англ. Tom King; род. 15 июля 1978) — американский писатель комиксов. Наиболее известен работами над такими сериями, как The Vision, The Sheriff of Babylon, Batman и Mister Miracle.

## Ранние годы
Кинг вырос в Южной Каролине. Его мать работала в киноиндустрии. В конце 1990-х он стажировался в DC и Marvel Comics. В 2000 году Том Кинг окончил Колумбийский университет.

## Личная жизнь
Кинг живёт в Вашингтоне с женой и тремя детьми.

## Награды и признание
В 2018 году Кинг получил премию Айснера в категории «Best Writer». Помимо того, две его работы также были номинированы на эту награду.
В 2019 году сайт Comic Book Resources включил Кинга на 1 место в списке «10 лучших сценаристов DC Comics за десятилетие».